# Le Canon de la dernière chance
Pour plus de détails, voir Fiche technique et Distribution.
Le Canon de la dernière chance (La porta del cannone) est un film de guerre italo-yougoslave sorti en 1969, réalisé par Leopoldo Savona.

## Synopsis
Pendant la seconde Guerre mondiale, l'agent secret italien Jean Rutinger est envoyé en train à Graz. Il se fait passer pour un homme d'affaires suisse. Il vient rencontrer Rada, une juive aveugle qui l'informe : il doit tuer Zaimitis, le chef de la résistance à Budapest. Intervient aussi Müller de la Gestapo qui a la même mission, et Jean doit laisser Müller fouiller son logement à l'hôtel et interroger brutalement Rada. À partir de ce moment, la mission devient plus dangereuse.

## Fiche technique
- Titre français : Le Canon de la dernière chance
- Titre original italien : La porta del cannone
- Réalisation : Leopoldo Savona
- Scénario : Giuliano Friz
- Musique : Carlo Rustichelli
- Production : R. Claudio Nasso
- Photographie : Enzo Serafin
- Montage : Enzo Alabiso
- Pays :  Italie,  Yougoslavie
- Genre : drame, film de guerre
- Format d'image : couleur
- Durée : 92 min
- Année de sortie : 1969
- Langue : italien
- Date de sortie en salle en France : 1er octobre 1972[1]

## Distribution
- Gianni Garko : Jean Rutinger
- Irina Demick : Rada Kálmán
- Gianna Serra : Vesna, résistante qui trahit
- Marijan Lovric
- Tony Santaniello : Zaimitis
- Boris Cavazza
- Tom Felleghy : major Shatner
- Demeter Bitenc
- Vladimir Medar
- Ilija Ivezic
- Ljubisa Bacic
- Gianni Pulone
- Barbara Horn : Irene
- Horst Frank : Müller, gestapo
- Sisto Brunetti : agent nazi